# Сергій Максиміліанович, герцог Лейхтенберзький
Світлійший князь Сергій Максиміліанович Рома́новський, герцог Лейхтенберзький (рос. Сергей Максимилианович Романовский; нар. 8 (20) грудня 1849 — пом. 12 (24) жовтня 1877) — член Російського імператорського дому (з титулом «Імператорська високість»), генерал-майор.

## Життєпис
Народився 8 (20) грудня 1849 року в Санкт-Петербурзі. Шоста дитина і третій син в родині великої княгині Марії Миколаївни та герцога Максиміліана Лейхтенберзького. Онук російського імператора Миколи І і правнук імператриці Франції Жозефіни Богарне.
Від народження був зарахований до лейб-гвардії Преображенського полку.
Отримав домашнє виховання: з 1853 по 1863 роки під керівництвом Ф. К. Дітеріхса, а з 1867 року — В. М. Зубова. Після здобуття освіти обрав військову кар'єру. Проходив службу в лейб-гвардії Кінному полку.
З початком російсько-турецької війни 1877–1878 років домігся відправки на фронт. Брав участь у бойових діях на території Болгарії, за взяття Велико-Тирново у 1877 році зведений у чин генерал-майора.
Загинув 12 (24) жовтня 1877 року під час розвідки поблизу Йован-Чифтлику від кульового поранення в голову. Похований у Петропавлівському соборі в Санкт-Петербурзі. Після зведення у 1908 році Великокняжої усипальниці поховання було перенесене туди.

## Нагороди
- Орден Андрія Первозванного (28.12.1849);
- Орден Святого Олександра Невського (28.12.1849);
- Орден Білого Орла (28.12.1849);
- Орден Святої Анни 1-го ступеня (28.12.1849);
- Орден Святого Станіслава 1-го ступеня (11.06.1865);
- Золота зброя «За хоробрість» (15.09.1877);
- Орден Святого Губерта (Баварія);
- Орден Корони 1-го ступеня (Вюртемберг).